# بيجو 302
بيجو 302 هي سيارة صالون مدمجة خلفية الدفع من صناعة بيجو، عُرضت في معرض باريس للسيارات عام 1936، أنتجت في عام 1936 وتوقف إنتاجها في عام 1937.